# Luiz Eduardo de Oliveira

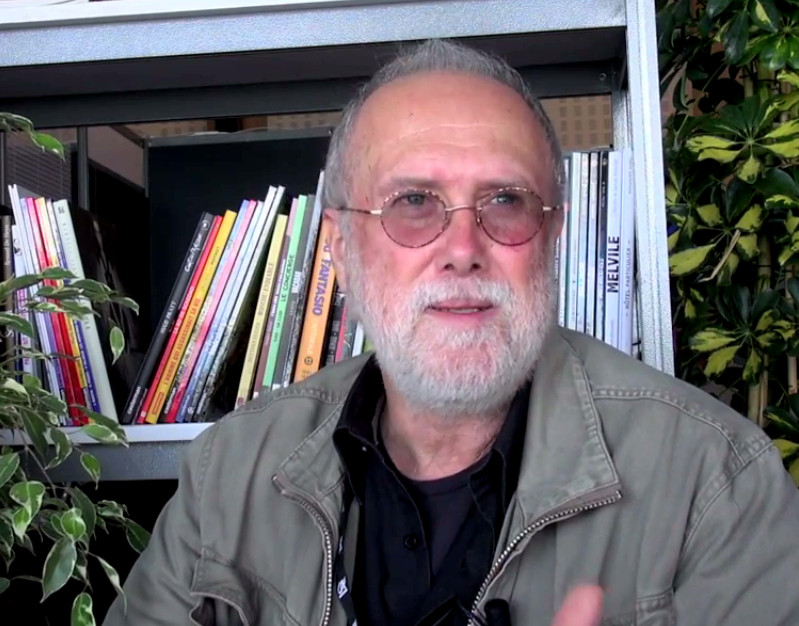
Luiz Eduardo de Oliveira in 2013

Luiz Eduardo de Oliveira, bekend onder de naam Léo, (1 januari 1944) is een Braziliaanse striptekenaar die al jaren in Frankrijk woont en werkt. Voor zijn pseudoniem koos hij de beginletters van zijn officiële naam.

## Korte levensbeschrijving
Léo groeide op in Brazilië. Van jongs af aan was hij geïnteresseerd in strips en tekende veel. Hij volgde evenwel geen tekenopleiding en was korte tijd werkzaam als werktuigbouwkundig ingenieur. Hij woonde in Chili en Argentinië, keerde tijdelijk terug naar Brazilië en koos er voor om in 1981 naar Frankrijk te emigreren om daar striptekenaar te worden. Zijn stripcarrière verliep in het begin moeizaam. Naast zijn striptekenen moest hij noodgedwongen veel reclamewerk erbij doen. Pas toen hij in 1987 de scenarist Rodolphe leerde kennen kwam er schot in zijn carrière, met de strip Trent, een niet-alledaagse westernstrip. In 1994 kon Léo zijn grote wens realiseren om een sciencefictionreeks gestalte te geven toen hij toestemming kreeg van uitgeverij Dargaud om met de De werelden van Aldebaran te starten op eigen scenario. Daarnaast maakte hij met Rodolphe nog de series Kenya en Namibia. Hij werkte ook als scenarist voor andere tekenaars met reeksen als Centaurus (tekeningen: Zoran Janjetov), Dexter London (tekeningen: Sergio Garcia), Mermaid Project (co-scenarist: Corinne Jamar, tekeningen: Fred Simon), Verre Werelden en De Laatste Grens (beide, tekeningen: Icar).

## Strips
- Trent
  - De dode man, 1992
  - The kid, 1992
  - De outcast, 1993
  - De vallei van de angst, 1995
  - Wild Bill, 1996
  - Land zonder zon, 1998
  - Miss, 1999
  - Kleine Trent, 2000
- De werelden van Aldebaran
  - Cyclus Aldebaran
    - De ramp, 1994
    - De blonde vrouw, 1995
    - De foto, 1996
    - De groep, 1997
    - Het wezen, 1998

  - Cyclus Betelgeuze
    - De planeet, 2000
    - De overlevenden, 2001
    - De expeditie, 2002
    - De grotten, 2003
    - De ander, 2005

  - Cyclus Antares
    - 1e Episode, 2007
    - 2e Episode, 2009
    - 3e Episode, 2010
    - 4e Episode, 2011
    - 5e Episode, 2013
    - 6e Episode, 2015

  - Cyclus Overlevenden
    - 1e Episode, 2011
    - 2e Episode, 2012
    - 3e Episode, 2014
    - 4e Episode, 2016
    - 5e Episode, 2017

  - Cyclus Terug naar Aldebaran
    - 1e episode, 2018
    - 2e episode, 2019
    - 2e episode, 2020

  - Cyclus Neptunus
    - 1e episode, 2022
- Dexter London
  - Beroepsavonturier, 2002
  - De tocht van de woestijn, 2003
  - De bronnen van de Rouandiz, 2005
- Kenya, 
  - 1e Cyclus Kenya
    - Verschijningen, 2001
    - Ontmoetingen, 2003
    - Hallucinaties, 2004
    - Interventies, 2006
    - Illusies, 2008

  - 2e Cyclus Namibia, met tekenaar Bertrand Marechal
    - Deel 1, 2010
    - Deel 2, 2011
    - Deel 3, 2012
    - Deel 4, 2014
    - Deel 5, 2015

  - 3e Cyclus Amazonia, met tekenaar Bertrand Marchal 
    - Episode 1, 2016
    - Episode 2, 2017
    - Episode 3, 2018
    - Episode 4, 2019
    - Episode 5, 2020
- Verre Werelden, met tekenaar Franck Picard (pseudoniem Icar)
  - Episode 1, 2009
  - Episode 2, 2009
  - Episode 3, 2010
  - Episode 4, 2011
  - Episode 5, 2013
- De laatste Grens
  - Episode 1, 2014
  - Episode 2, 2015
  - Episode 3, 2016
  - Episode 4, 2017
- Mermaid Project (Dargaud)
  - Episode 1
  - Episode 2, 2013
  - Episode 3
  - Episode 4
  - Episode 5
- Mutations
  - Episode 1
  - Episode 2
- Centaurus
  - Episode 1
  - Episode 2
  - Episode 3
  - Episode 4
  - Episode 5
- Europa
  - Episode 1

- Biblioteca Nacional de España: XX4751621
- Bibliothèque nationale de France: cb12109120p (data)
- Gemeinsame Normdatei: 124908411
- International Standard Name Identifier: 0000 0003 6864 4016
- Library of Congress Control Number: no2008137601
- Nationale Bibliotheek van Tsjechië: xx0272433
- Nederlandse Thesaurus van Auteursnamen: 096524782
- Système universitaire de documentation: 029470285
- Virtual International Authority File: 71421450
- WorldCat: E39PBJfRDBcF7gXbmddcCw9CcP